# 八里輕軌
八里輕軌，是臺灣新北市規劃中的輕軌運輸路線，路線編碼為V，路線代表色為朱紅色，屬於新北捷運系統，原為淡海輕軌的八里延伸線，後獨立為八里輕軌推動，但仍與淡海輕軌使用相同的路線編碼。全線採平面輕軌型式建置，路線主要行經新北市八里區，並經淡江大橋跨越淡水河連接淡水區。

## 歷史
- 2010年8月2日，完成可行性研究報告提報中華民國行政院審議。
- 2011年2月23日，中華民國交通部函復須將整合性土地開發計畫及財務計畫收益納入規劃報告。後為整合淡海輕軌列車營運模式及因應中央政府臺北港自由經濟貿易港區政策，故於淡海輕軌總顧問合約中重新檢討淡海輕軌往八里方向之延伸案可行性研究。八里–淡水線已納入「淡海輕軌運輸系統計畫基本設計及第1期專案管理顧問委託技術服務案」之服務工作項目及工作內容：「淡海輕軌系統延伸案(藍海線B6站往八里方向之延伸)之可行性研究、綜合規劃及環境影響評估分析」續辦。
- 2014年7月14日，啟動可行性研究。
- 2017年11月17日，第一次提送交通部審議。
- 2018年4月30日，第二次提送交通部審議。12月22日，第三次提送交通部審議。
- 2019年5月15日，交通部鐵道局辦理現地勘查。6月19日鐵道局召開初審會議。[4]12月11日，可行性研究獲交通部審查委員會審查通過。[5]
- 2020年3月17日，將修正報告第1次提送交通部核轉行政院審議。5月8日，交通部將報告書陳報行政院審議。8月6日，行政院回復審查意見。
- 2021年1月7日，將修正報告第2次提送交通部核轉行政院審議。1月22日，交通部回復有關淡江大橋分攤款意見。2月19日，將修正報告第3次提送交通部核轉行政院審議。2月25日，交通部召開會議研商淡江大橋分攤款意見。4月1日，將修正報告第4次提送交通部核轉行政院審議。4月20日，交通部回復淡江大分擔款意見。6月2日，將修正報告第5次提送交通部核轉行政院審議。7月14日，交通部回復淡江大分擔款意見。9月2日，將修正報告第6次提送交通部核轉行政院審議。10月25日，交通部將報告書陳報行政院審議。
- 2022年2月18日，行政院回復審查意見。7月14日，將修正報告第7次提送交通部核轉行政院審議。8月19日，交通部將報告書陳報行政院審議。

## 路線
八里輕軌路線東起淡水漁人碼頭觀海路南側公園用地，計畫共用淡海輕軌藍海線路線往南行進至沙崙路與中正路路口右轉岔出，沿沙崙路往南自淡水端與淡江大橋共構跨越淡水河，隨八里一交流道轉往博物館路，行經十三行博物館，沿商港三路、商港一路至臺64線附近止。

## 車站
| 編號       | 名稱 | 名稱 | 站體型式 | 所在地 | 所在地 | 交會路線           |
| 編號       | 中文 | 英文 | 站體型式 | 所在地 | 所在地 | 交會路線           |
| ---------- | ---- | ---- | -------- | ------ | ------ | ------------------ |
| V 八里輕軌 |      |      |          |        |        |                    |
| V31        | 未   | 未   | 平面     | 新北市 | 淡水區 | 淡海輕軌（藍海線） |
| V32        | 未   | 未   | 平面     | 新北市 | 八里區 | 不適用             |
| V33        | 未   | 未   | 平面     | 新北市 | 八里區 | 不適用             |
| V34        | 未   | 未   | 平面     | 新北市 | 八里區 | 不適用             |
| V35        | 未   | 未   | 平面     | 新北市 | 八里區 | 不適用             |
| V36        | 未   | 未   | 平面     | 新北市 | 八里區 | 不適用             |
| V37        | 未   | 未   | 平面     | 新北市 | 八里區 | 不適用             |

## 外部連結
- 新北捷運公司（页面存档备份，存于）（繁體中文）
- 新北市政府捷運工程局（页面存档备份，存于）（繁體中文）
- 三環六線進度公開專頁（页面存档备份，存于）（繁體中文）